# 앨리스 시볼드

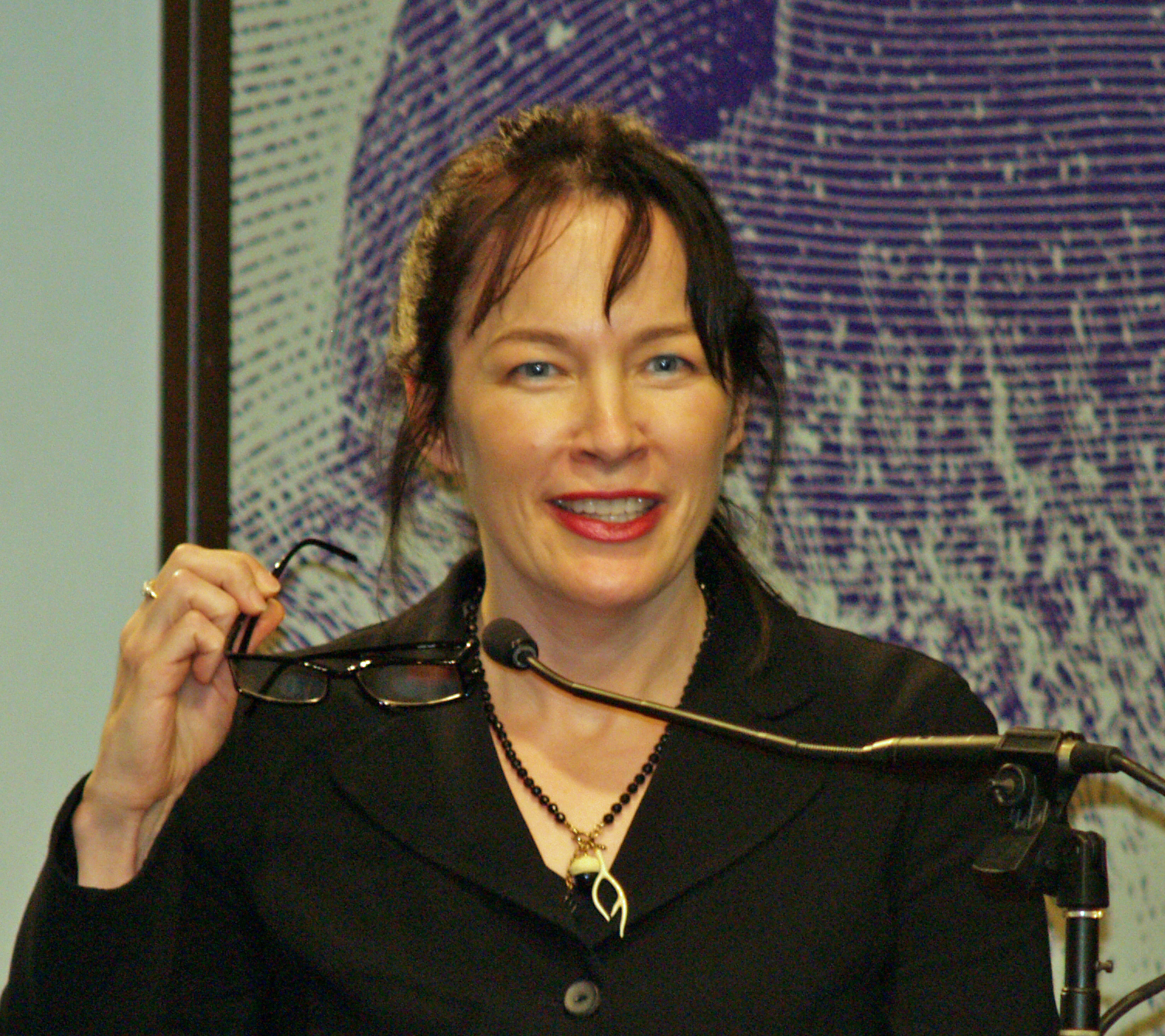
앨리스 시볼드

앨리스 시볼드(Alice Sebold, 1963년 9월 6일 ~ )는 미국의 작가이다. 1999년에 자신의 강간 피해나 재판을 담은 회고록 Lucky를 기고하였고, 2002년에 출판되었다. 같은 해에 소설 《러블리 본즈》를 발표하여, 베스트 셀러 작가가 되었다. 2007년에는 소설 《올모스트 문》을 발표하였다. 그러나 훗날 강간피해를 받은적이 없음에도 무고한 흑인 남성을 자신의 스토리를 위해 가해자로 지목한 것이 밝혀져 논란이 된다